# Jean-Baptiste Bordas
Jean-Baptiste Bordas (Orléans, 8 febbraio 1938 – Vernon, 7 marzo 2024) è stato un calciatore e allenatore di calcio francese, di ruolo centrocampista.

## Carriera

### Calciatore

#### Club
Formatosi calcisticamente nell'Arago Orléans e poi nel Saint-Étienne, entrò a far parte della prima squadra dei Verts a partire dal 1957, esordendovi il 18 agosto di quell'anno contro il Béziers.
Con il Saint-Étienne giocò fino al 1963, vincendo nel 1958 la Coppa Charles Drago e perdendo la finale di Coppa di Francia 1959-1960 contro il Monaco. Con i Verts retrocesse in cadetteria nella stagione 1961-1962, ottenendo però l'immediato ritorno in massima serie grazie alla vittoria della Division 2 1962-1963. 
Nell'anno della retrocessione Bordas, con il suo club, vinse la Coppa di Francia, sconfiggendo in finale il Nancy e giocò nella vittoriosa Challenge des champions 1962 contro lo Stade Reims. Con i Verts ebbe anche l'occasione di esordire nella Coppa dei Campioni 1957-1958, giocando entrambi gli incontri del primo turno contro gli scozzesi del Rangers.
Dopo una stagione con i cadetti del Le Havre, Bordas tornò al Saint-Étienne con cui giocò altre due stagioni nella massima serie francese.
Terminata l'esperienza con i Verts giocò nel Béziers e poi tornò nel club in cui si formò, l'Arago Orléans, società in cui terminò l'attività agonistica.

#### Nazionale
Venne convocato nella Nazionale olimpica di calcio della Francia, per disputare le XVII Olimpiadi. Con i blues ottenne il secondo posto del girone D della fase a gruppi, venendo eliminato dalla competizione.

## Statistiche

### Cronologia presenze e reti nella nazionale Olimpica
| Cronologia completa delle presenze e delle reti in nazionale ― Francia Olimpica | Cronologia completa delle presenze e delle reti in nazionale ― Francia Olimpica | Cronologia completa delle presenze e delle reti in nazionale ― Francia Olimpica | Cronologia completa delle presenze e delle reti in nazionale ― Francia Olimpica | Cronologia completa delle presenze e delle reti in nazionale ― Francia Olimpica | Cronologia completa delle presenze e delle reti in nazionale ― Francia Olimpica | Cronologia completa delle presenze e delle reti in nazionale ― Francia Olimpica | Cronologia completa delle presenze e delle reti in nazionale ― Francia Olimpica |
| Data                                                                            | Città                                                                           | In casa                                                                         | Risultato                                                                       | Ospiti                                                                          | Competizione                                                                    | Reti                                                                            | Note                                                                            |
| ------------------------------------------------------------------------------- | ------------------------------------------------------------------------------- | ------------------------------------------------------------------------------- | ------------------------------------------------------------------------------- | ------------------------------------------------------------------------------- | ------------------------------------------------------------------------------- | ------------------------------------------------------------------------------- | ------------------------------------------------------------------------------- |
| 26/08/1960                                                                      | Firenze                                                                         | Francia olimpica                                                                | 2 – 1                                                                           | Perù olimpica                                                                   | Olimpiadi 1960                                                                  | -                                                                               |                                                                                 |
| 01/09/1960                                                                      | Roma                                                                            | Ungheria olimpica                                                               | 7 – 0                                                                           | Francia olimpica                                                                | Olimpiadi 1960                                                                  | -7                                                                              |                                                                                 |
| Totale                                                                          |                                                                                 | Presenze                                                                        | 2                                                                               |                                                                                 | Reti                                                                            | 0                                                                               |                                                                                 |

## Allenatore
Lasciato il calcio giocato, dal 1969 al 1976 fu alla guida dell'Arago Orléans, quando la squadra si fuse con l'US Orléans divenendo l'Orléans, di cui fu il primo allenatore. Bordas fu alla guida del club di Orléans in altre due occasioni, di cui la 1988-1989 in cadetteria, oltre che quattro anni alla guida del USM Montargis.

## Palmarès
- Coppa Charles Drago: 1

Saint-Étienne: 1958
- Division 2: 1

Saint-Étienne: 1962-1963
- Coppa di Francia: 1

Saint-Étienne: 1961-1962
- Supercoppa francese: 1

Saint-Étienne: 1962